# Ludmila Švédová
Ludmila Švédová (Schönová; 13. listopadu 1936, Šumperk – 10. února 2018) byla česká a československá sportovní gymnastka, držitelka stříbrné medaile v soutěži družstev žen z LOH 1960.